# Verwaltungsgemeinschaft Leinetal
In der Verwaltungsgemeinschaft Leinetal aus dem thüringischen Landkreis Eichsfeld haben sich sechs Gemeinden zur Erledigung ihrer Verwaltungsgeschäfte zusammengeschlossen. 
Der Sitz befindet sich in Bodenrode-Westhausen.
Die Verwaltungsgemeinschaft wurde nach dem Tal der Leine benannt.

## Die Gemeinden
Nachfolgend die Gemeinden und deren Einwohnerzahl in Klammern (Stand: 31. Dezember 2023):
1. Bodenrode-Westhausen (1070)
2. Geisleden (993)
3. Heuthen (723)
4. Reinholterode (764)
5. Steinbach (542)
6. Wingerode (1114)

## Geschichte
Die Verwaltungsgemeinschaft wurde am 2. Januar 1992 mit acht Mitgliedsgemeinden gegründet. Seit dem 1. Januar 2024 hat die Verwaltungsgemeinschaft sechs Mitgliedsgemeinden, die Gemeinden Glasehausen und Hohes Kreuz sind ausgegliedert und nun Stadtteile der Stadt Heilbad Heiligenstadt.

### Einwohnerentwicklung
Entwicklung der Einwohnerzahl:
| - 1994 – 7498 - 1995 – 7561 - 1996 – 7544 - 1997 – 7582 - 1998 – 7683 - 1999 – 7686 | - 2000 – 7639 - 2001 – 7511 - 2002 – 7500 - 2003 – 7364 - 2004 – 7404 - 2005 – 7407 | - 2006 – 7338 - 2007 – 7258 - 2008 – 7218 - 2009 – 7165 - 2010 – 7118 - 2011 – 7007 | - 2012 – 6956 - 2013 – 6886 - 2014 – 6849 - 2015 – 6791 - 2016 – 6771 - 2017 – 6720 | - 2018 – 6746 - 2019 – 6713 - 2020 – 6722 - 2021 – 6652 - 2022 – 6693 |

 Datenquelle: ab 1994 Thüringer Landesamt für Statistik – Werte vom 31. Dezember